# Reinhold Callmander

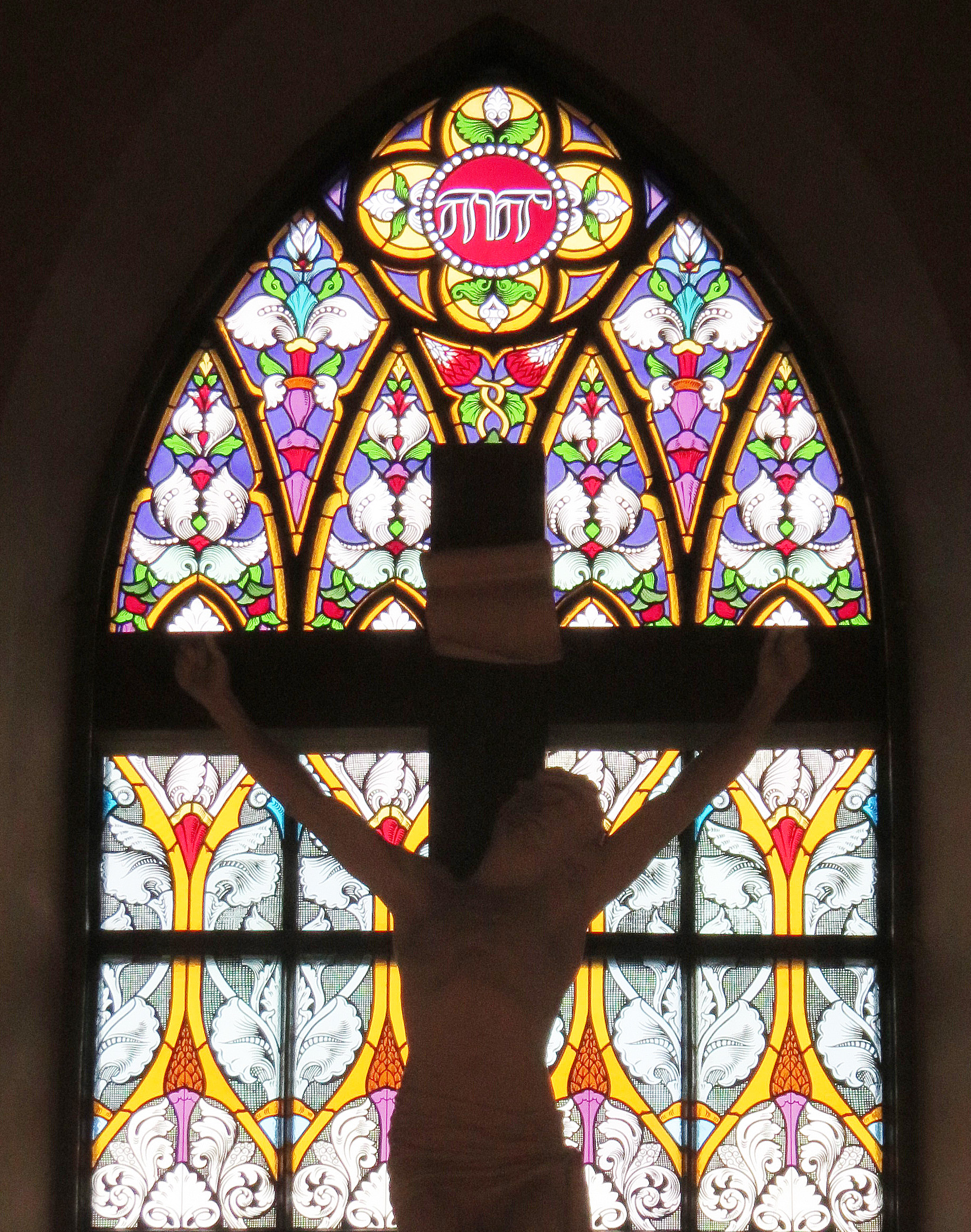
Korfönster i Oskarshamns stadskyrka

Carl Reinhold Constantin Callmander, född 25 december 1840 i Örebro, död 1 november 1922 i Bollebygds socken, Älvsborgs län, var en svensk målare, tecknare och litograf. Han var son till kyrkoherden filosofie magister Carl Jacob Callmander och Sofia Amalia Schmidt. Med Charlotta Amalia Linke hade han sonen Ivar Callmander, som var arkitekt.
Efter avslutad skolgång i Örebro for Callmander till Stockholm där han studerade för Fredrik Liljeblad 1860-1861 han fortsatte studierna vid Konstakademien 1863-1864; med hjälp av ett stipendium från Karl XV och änkedrottning Josefina studerade han i Antwerpen, Düsseldorf och Paris 1862–1865 samt i Antwerpen och München 1873–1877.
Han bosatte sig i Göteborg 1877 där han kom att bli en av de ledande i stadens konstliv. Callmander var med och stiftade av Sällskapet Gnistan 1878  och åren 1878–1882 var han lärare i teckning vid Göteborgs Musei Ritskola, embryot till dagens HDK-Valand. Han undervisade i ornamentsmålning och teckning vid Slöjdföreningens skola och var anlitad som illustratör vid ett antal samtida tidningar under signaturen Callmus. Callmander var betydande inom dekorativ konst och utförde plafond- och väggmålningar i rik ornamentering irika göteborgares hem men även i Göteborgs realläroverk. Ombyggningar och rivningar gör att detta verk är ofullständigt bevarat.
Callmander hade en betydande verksamhet inom glasmåleriet, först i samarbete med en lokal glasmästare, men från 1888 med företaget Svenska glasmåleriaktiebolaget, som även utförde glasmålningar efter förebilder av andra konstnärer. Callmander var en föregångsgestalt på detta område. Ett problem med verk från Callanders företag är att man delvis använt färger som bleknat.
Offentliga arbeten utfördes i Uppsala domkyrka, Örgryte nya kyrka, Oscar Fredriks kyrka i Göteborg samt ett flertal kyrkor, bland annat i Karlstad, Umeå, Gränna, Hjo, Falköping, Falkenberg, Ljungby och Asmundtorp.
Callmander är gravsatt på Östra kyrkogården i Göteborg.
Han är representerad i Nationalmuseum och Göteborgs konstmuseum, Västergötlands museum, Helsingborgs museum, Göteborgs stadsmuseum samt med en skissbok med 10 teckningar i Uppsala universitetsbibliotek.